# Reactivo limitante
El reactivo limitante da a conocer o limita la cantidad de producto conformado, y provoca una concentración específica o limitante ya que este puede dar "un salto" a las cantidades.

Cuando una ecuación está ajustada, la estequiometría se emplea para saber los moles de un producto obtenidos a partir de un número conocido de moles de un reactivo. La relación de moles entre el reactivo y producto al obtenerse de la ecuación balanceada.  
Además es muy importante para la vida cotidiana porque esto nos ayuda a identificar cosas.
Generalmente cuando se efectúa una reacción química los reactivos no se encuentran en cantidades simétricamente exactas, es decir, en las proporciones que indica su ecuación en equilibirio.  En consecuencia, algunos reactivos se consumen totalmente, mientras que otros son recuperados al finalizar la reacción. El reactivo que se consume en primer lugar es llamado reactivo limitante, ya que la cantidad de este determina la cantidad total del producto formado. Cuando este reactivo se consume, la reacción se detiene. El o los reactivos que se consumen parcialmente son los reactivos en exceso. 
La cantidad de producto que se obtiene cuando reacciona todo el reactivo limitante se denomina rendimiento teórico de la reacción. 
El concepto de reactivo limitante, permite a los químicos asegurarse de que un reactivo, el más costoso, sea completamente consumido en el transcurso de una reacción, aprovechándose así al máximo.

## Método 1
Este método se basa en la comparación de la proporción de las cantidades de reactivo con la relación estequiométrica. Así, dada la ecuación general:  
{\displaystyle a\,{\ce {X}}+b\,{\ce {Y ->}}c\,{\ce {Z}}\,}
Siendo {\displaystyle {\rm {X}}} y {\displaystyle {\rm {Y}}} reactivos, {\displaystyle {\rm {Z}}} productos y {\displaystyle a}, {\displaystyle b} y {\displaystyle c}, sus respectivos coeficientes estequiométricos. 
Si
{\displaystyle {\frac {\text{mol X disponible}}{\text{mol Y disponible}}}<{\frac {a}{b}}}
entonces {\displaystyle {\rm {X}}} es el reactivo limitante.

### Ejemplo
La ecuación balanceada para la oxidación del monóxido de carbono a dióxido de carbono es la siguiente: 
{\displaystyle {\ce {2 CO(g) + O2(g) -> 2 CO2(g)}}}
Si se tienen 4 moles de monóxido de carbono y 3 moles de oxígeno, ¿cuál es el reactivo limitante?
Este procedimiento puede hacerse extensivo a reacciones químicas con más de dos reactivos aplicando la fórmula: función molecular
3 mol O2/1 mol = 3
para todos los reactivos. El reactivo con el cociente más bajo es el reactivo limitante. En este caso es el CO

## Método 2
Sólo es recomendable en el caso de que el rendimiento de la reacción sea del 100%. En otro caso es conceptualmente más correcto usar el método 1.
Este método consiste en el cálculo de la cantidad esperada de producto en función de cada reactivo.
Se permite que reaccionen 3 g de dióxido de silicio y 4,5 g de carbono a altas temperaturas, para dar lugar a la formación de carburo de silicio según la ecuación: 
{\displaystyle {\ce {SiO2(s) + 3C(s) -> SiC(s) + 2 CO(g)}}}
Para encontrar el reactivo limitante 1-2 debemos comparar la cantidad de producto que se obtiene con la cantidad dada de reactivo por separado. El reactivo que produzca la menor cantidad de producto es el reactivo limitante. 
{\displaystyle {\rm {\ {\mbox{3 g}}\ SiO_{2}\times {\frac {1\ {\mbox{mol}}\,SiO_{2}}{60\ {\mbox{g}}\,SiO_{2}}}\times {\frac {1\ {\mbox{mol}}\,SiC}{1\ {\mbox{mol}}\,SiO_{2}}}\times {\frac {40\ {\mbox{g}}\,SiC}{1\ {\mbox{mol}}\,SiC}}=2\ {\mbox{g}}\,SiC\ }}}
{\displaystyle {\rm {\ {\mbox{4,5 g}}\ C\times {\frac {3\ {\mbox{mol}}\,C}{36\ {\mbox{g}}\,C}}\times {\frac {1\ {\mbox{mol}}\,SiC}{3\ {\mbox{mol}}\,C}}\times {\frac {40\ {\mbox{g}}\,SiC}{1\ {\mbox{mol}}\,SiC}}=5\ {\mbox{g}}\,SiC\ }}}
El reactivo limitante es, en este caso, el dióxido de silicio.